# Hartsfiol
Hartsfiol är en tråd insmord i harts som spänns upp för att framkalla ett gnisslande oljud, ofta som ett spratt.
En tråd, till exempel en fiskelina, gnuggas med harts. Genom att spänna tråden olika hårt kan man uppnå olika ljudfrekvenser. Tråden kan fästas med en sugpropp på ett fönster eller med en klädnypa på en fönsterbräda, eller en knappnål fastsatt mellan fönsterkittet och fönsterrutan. 
Ordet är belagt i svenska språket åtminstone sedan 1926.